# Savoia-Marchetti SM.91
Savoia-Marchetti SM.91 – włoski samolot wielozadaniowy z okresu II wojny światowej. Miał wykonywać zadania samolotu myśliwskiego, bombowego, szturmowego i rozpoznawczego.

## Historia
W 1941 roku włoskie Ministerstwo Lotnictwa rozpisało konkurs na ciężki wielozadaniowy samolot, który miał wykonywać zadania samolotu myśliwskiego, bombowego, szturmowego i rozpoznawczego. W odpowiedzi zgłoszono trzy projekty, jedne wytwórni Caproni Ca-380 Corsao oraz dwa SM.91 i SM.92 przez wytwórnię Savoia-Marchetti. Wytwórnia nadała swojej konstrukcji oznaczenie SM.91 po raz drugi, ponieważ to samo oznaczanie nosił inny projekt powstały w 1939 roku.
Przy opracowywaniu SM.91 wykorzystano projekt bombowca Savoia-Marchetti SM.88. SM.91 został zaprojektowany jako dwukadłubowy, dwusilnikowy samolot z centralną gondolą, w której mieściła się załoga i uzbrojenie. Koncepcja konstrukcji taka jak w Lockheed P-38 Lightning. Napęd miały stanowić silniki Alfa Romeo RA-1050 RC.58 Tifone, będące licencyjną wersją niemieckich silników Daimler-Benz DB 605A-1. Uzbrojenie miało być złożone z 5 działek Mauser MG 151/20 kal. 20 mm, z czego trzy w centralnej gondoli a dwa w skrzydłach. Ponadto maszyna miała przenosić 4 bomby po 100 lub 160 kg albo 1 bombę 500 kg.
Prototyp (MM530) został oblatany 11 marca 1943 roku. Jego testy trwały do dnia kapitulacji Włoch 8 września 1943 roku. Potem samolot został przejęty przez Niemców i testowany w Rechlinie. Drugi protyp został ukończony w lipcu 1944 roku i został oblatany. Uległ zniszczeniu w nalocie na zakłady 27 grudnia 1944 roku.

## Opis konstrukcji
SM.91 był dwusilnikowym, dwumiejscowym, dwukadłubowym średniopłatem z centralną gondolą samolotem wielozadaniowym o metalowej konstrukcji. Miał chowane podwozie ze stałym kółkiem ogonowym. Statecznik poziomy znajdował się pomiędzy podwójnym usterzeniem pionowym. Napęd stanowiły dwa silniki rzędowe w prototypach Daimler-Benz DB 605A-1 o mocy 1475 KM każdy, chłodzone cieczą, w układzie odwróconego V. Silniki napędzały trójłopatowe, metalowe śmigła o zmiennym skoku. Uzbrojenie miało stanowić (prototypy były nieuzbrojone) 5 działek Mauser MG 151/20 kal. 20 mm, z czego trzy w centralnej gondoli a dwa w skrzydłach, wszystkie z zapasem po 300 naboi. Ponadto maszyna miała przenosić 4 bomby po 100 lub 160 kg albo 1 bombę 500 kg.